# Gottfried Amann
Gottfried Amann (* 25. April 1901 in München; † 21. Dezember 1988 ebenda) war ein deutscher Forstwissenschaftler und Verfasser populärer Bestimmungsbücher über Lebewesen des Waldes.

## Leben und Wirken
Gottfried Amann war der Sohn eines Oberregierungsrates. Er studierte Forstwissenschaften und promovierte 1927 an der Staatswissenschaftlichen Fakultät in München mit einer Arbeit über die Möglichkeiten des Maschineneinsatzes im Wald zum Doktor der Staatswissenschaften (Dr. oec. publ.). Im gleichen Jahr bestand er die Große Forstliche Staatsprüfung als 19. von 39 Kandidaten mit der Hauptnote II. Als Forstassessor war er anschließend in den Windwurfgebieten von Unken und Reit im Winkl im Einsatz und kam 1930 als Regierungsforstrat an das Forstamt von Tegernsee.
Während der Zeit des Nationalsozialismus gehörte er zu den wenigen bayerischen Forstleuten, die nicht Mitglied der NSDAP wurden – insgesamt waren nach Amanns späterer Einschätzung im Freistaat Bayern bis Kriegsende 98 Prozent der Forstbeamten Parteigenossen gewesen. Der überzeugte Christ hatte es im NS-Staat nicht leicht. Als „Lehrforstrat“ an die Forstschule Lohr versetzt, denunzierte ihn dort einer seiner Schüler als Gegner der SA. Zu den Vorwürfen gehörte auch eine angebliche Verunglimpfung des „Führers“ Adolf Hitler. Als das NS-Amt für Beamte im Braunen Haus eine Untersuchung anstrebte, verzichteten seine Gegner jedoch auf eine Aussage. Erst 1936 wurde Amann als Regierungsforstrat an die Außenstelle Hofolding versetzt, die Übertragung einer Forstamtsleitung in seiner bayerischen Heimat wurde jedoch nicht mehr wirksam.
Denn bereits zu Beginn des Zweiten Weltkriegs in das besetzte Polen abgeordnet, hatte Gottfried Amann dort zunächst das Forstaufsichtsamt Jaslo in Westgalizien zu leiten, 1941 dasjenige in Stanislau. In diesen Funktionen versuchte er, soweit es ihm möglich war, den Einheimischen mit Lebensmitteln zu helfen und den Abtransport jüdischer Bürger zumindest hinauszuzögern.
Als politisch Unbelasteter wurde Forstmeister Amann bereits kurz nach Kriegsende im Herbst 1945 von der Militärregierung als Personalreferent in die neu aufzubauende bayerische Forstverwaltung übernommen. Innerhalb der Ministerialforstabteilung kümmerte er sich um die Eingliederung heimatvertriebener Forstbeamter und Waldarbeiter und hatte manche Ungereimtheiten im Entnazifizierungsprozess auszugleichen. Auch war ihm der Vorsitz im Prüfungs-Ausschuss übertragen. Eine von Amann angestrebte Versetzung an die Forstliche Versuchsanstalt wurde nicht genehmigt. In der späteren Landesforstverwaltung Bayerns wurde er schließlich Ministerialrat und war bis zur Pensionierung 1963 Leiter des forstlichen Personal- und Ausbildungsreferats im Bayerischen Staatsministerium für Ernährung, Landwirtschaft und Forsten.
Weit über den engeren forstlichen Wirkungskreis hinaus bekannt wurde Amann jedoch vor allem als ein Pionier auf dem Gebiet der populärwissenschaftlichen Bestimmungsbücher. Sein erstes, Die Kerfe des Waldes, erschien 1941. Dieses und seine späteren, nach gleichem Muster ausgearbeiteten Taschenbildbücher ermöglichen auch dem Laien anhand von Farbabbildungen das rasche und korrekte Ansprechen von Pflanzen, Pilzen und Tieren des Waldes – und dies dank ihres handlichen Umfanges auch direkt vor Ort. Neben knappen, treffenden und klaren Texten verdanken die Werke einen Großteil ihres Erfolges den detailgetreuen Farbbildern des Kunstmalers Paul Richter.
So erreichte allein das 1954 erstmals erschienene Bäume und Sträucher des Waldes laut Angaben des Verlages Neumann-Neudamm bislang eine Gesamtauflage in Höhe von 500.000 Exemplaren; die 17. Auflage erschien im Jahr 2004. Auch die übrigen Bestimmungsbücher Amanns entwickelten sich rasch zu Bestsellern, die zahlreiche Auflagen erlebten und ein breites Publikum erreichten. So hat sich etwa Pilze des Waldes, das zunächst ein Teil von Bodenpflanzen des Waldes gewesen war, als kleines Büchlein zu einem klassischen Begleiter von Pilzsammlern entwickelt, auf deren Interessen Amann darin besondere Rücksicht nimmt. Es enthält auch einige Pilz-Rezepte seiner Frau Elisabeth Amann. In aktualisierter Form werden die Bücher Amanns nun von Claudia Summerer fortgeführt. Großen Erfolg haben sie auch in polnischen Übersetzungen. Weitere Übersetzungen gab es ins Niederländische und Schwedische.
Aufgrund seiner didaktischen und rhetorischen Fähigkeiten erhielt Amann auch einen Lehrauftrag an der Landwirtschaftlichen Fakultät Weihenstephan, die ihm 1965 den Titel eines Honorarprofessors verlieh. Trotz seiner Vorlesungstätigkeit und des großen Erfolgs seiner Bücher pflegte Dr. Amann, der kinderlos blieb, einen sehr zurückhaltenden Lebensstil. Seine erste Frau war Elisabeth Amann geborene Schmaußer. Nach ihrem Tode heiratete er Felicitas Amann geborene Bauer, die auch seine Buchveröffentlichungen tatkräftig förderte.
Als ihm das Bundesverdienstkreuz 1. Klasse verliehen werden sollte, lehnte er dieses Ansinnen mit der Begründung ab, ihm missfiele, dass Bundespräsident Gustav Heinemann Bestrebungen unterstütze, Sodomie außer Strafe zu stellen.
Ministerialrat a. D. Professor Dr. Gottfried Amann starb nach längerem Leiden am 21. Dezember 1988 in seiner Heimatstadt München. Seine letzte Ruhe fand er auf dem dortigen Ostfriedhof. „Die Nachgeborenen werden mit wachsendem Abstand zu schätzen wissen, dass dieser zutiefst gütige Mensch sich vom Zeitgeist nie hat erdrücken lassen“, urteilte Heinrich Rubner 1994 über ihn.

## Werke

### Wissenschaftliche Veröffentlichungen
- Die forstliche Maschinenfrage, Dissertation, Berlin/München 1927
- zusammen mit Wilhelm Mantel et al.: Wald und Forstwirtschaft in Bayern. Im Auftrag des Bayerischen Staatsministeriums für Ernährung, Landwirtschaft und Forsten, Ministerialforstabteilung, zusammengestellt von Wilhelm Mantel. München, Basel und Wien, 1963

### Populärwissenschaftliche Werke
- Die Kerfe des Waldes, Melsungen 1941 (aktuell unter ISBN 3-7888-0760-1)
- Bäume und Sträucher des Waldes. Taschenbildbuch der Nadeln und Blätter, Blüten, Früchte und Samen, Zweige im Winterzustand und Keimlinge der beachtenswertesten Bäume und Sträucher des mitteleuropäischen Waldes mit Textteil über deren Bau und Leben, Melsungen 1954 (ISBN 3-89440-558-9)
- Bodenpflanzen des Waldes, Melsungen 1960 (ISBN 3-7888-0761-X)
- Pilze des Waldes, Melsungen 1962 (ISBN 3-7888-0763-6)
- Vögel des Waldes. Taschenbildbuch der beachtenswertesten Vögel des mitteleuropäischen Waldes, ihrer Eier, Nester und Federn, Melsungen 1976 (ISBN 3-89440-499-X)
- Säugetiere und Kaltblüter des Waldes, Melsungen 1987 (ISBN 3-7888-0762-8)